# Karcsa (folyó)
A Karcsa a Bodrogköz egyik legfontosabb folyója. Egyik ága, a Kis-Karcsa egy szakaszon a magyar-szlovák államhatárt rajzolja.
A 18. században még hajózható sószállító útvonal volt, mára azonban szinte teljesen eliszaposodott, meanderei eltűntek és csak két hosszabb medervonulata maradt (Őrös-Pácin-Nagykövesd, illetve Pácin-Karcsa határában).
A Karcsa és a Tice folyók vízrendszere Rad alatt (Bodrogszentmária, Keresztúr, Őrös és Nagykövesd határában) a Keresztúri-réteken keresztül összeköttetésben állt egymással.
A Karcsa hátságának tengerszint feletti magassága a Bodrog felőli részen 96-98 méter, a Tisza felé 96-101 méterre emelkedik.
A Karcsa hátságán elhelyezkedő települések: Dámóc, Karcsa, Karos, Kisrozvágy, Lácacséke, Nagyrozvágy, Pácin, Ricse, Semjén.